# Christina Vidal
Christina Vidal Mitchell, född Vidal 18 november 1981 i området Whitestone i stadsdelen Queens i New York, är en amerikansk skådespelare och sångerska. Hon är bland annat känd för att medverkat i filmerna Freaky Friday och The Guilty samt i TV-serien Taina.
Hon har tre syskon, däribland de äldre systrarna Lisa och Tanya Vidal.